# Pianoa isolata
Pianoa isolata är en spindelart som beskrevs av Forster 1987. Pianoa isolata ingår i släktet Pianoa och familjen Gradungulidae. Inga underarter finns listade i Catalogue of Life.